# Jabi Lake
Jabi Lake, auch Jabi Reservoir genannt, ist ein 1993 erschaffener künstlich angelegter See im Distrikt Jabi der nigerianischen Hauptstadt Abuja.

## Beschreibung
Der See befindet sich etwa 10,4 Kilometer vom Stadtzentrum Abujas entfernt. Er wurde in einem tief liegendem Gebiet angelegt, um die städtische Umgebung mit Wasser zu versorgen. Der Bereich um den See ist ein Freizeitgelände. Der See wird auch für Fischfang genutzt, es erfolgt jedoch keine industrielle Verarbeitung. Im Oktober 2019 wurden Pläne bekannt gegeben, 15 Millionen Dollar in die Entwicklung der Umgebung des Jabi Lakes zu investieren und so über 10.000 Arbeitsstellen zu schaffen. Am See befindet sich ein Ende 2015 eröffnetes Einkaufszentrum.